# Blauvelt (New York)
Blauvelt est une census-designated place du comté de Rockland, dans l'État de New York, aux États-Unis,. En 2020, elle compte une population de 5 548 habitants.